# Markuskathedrale

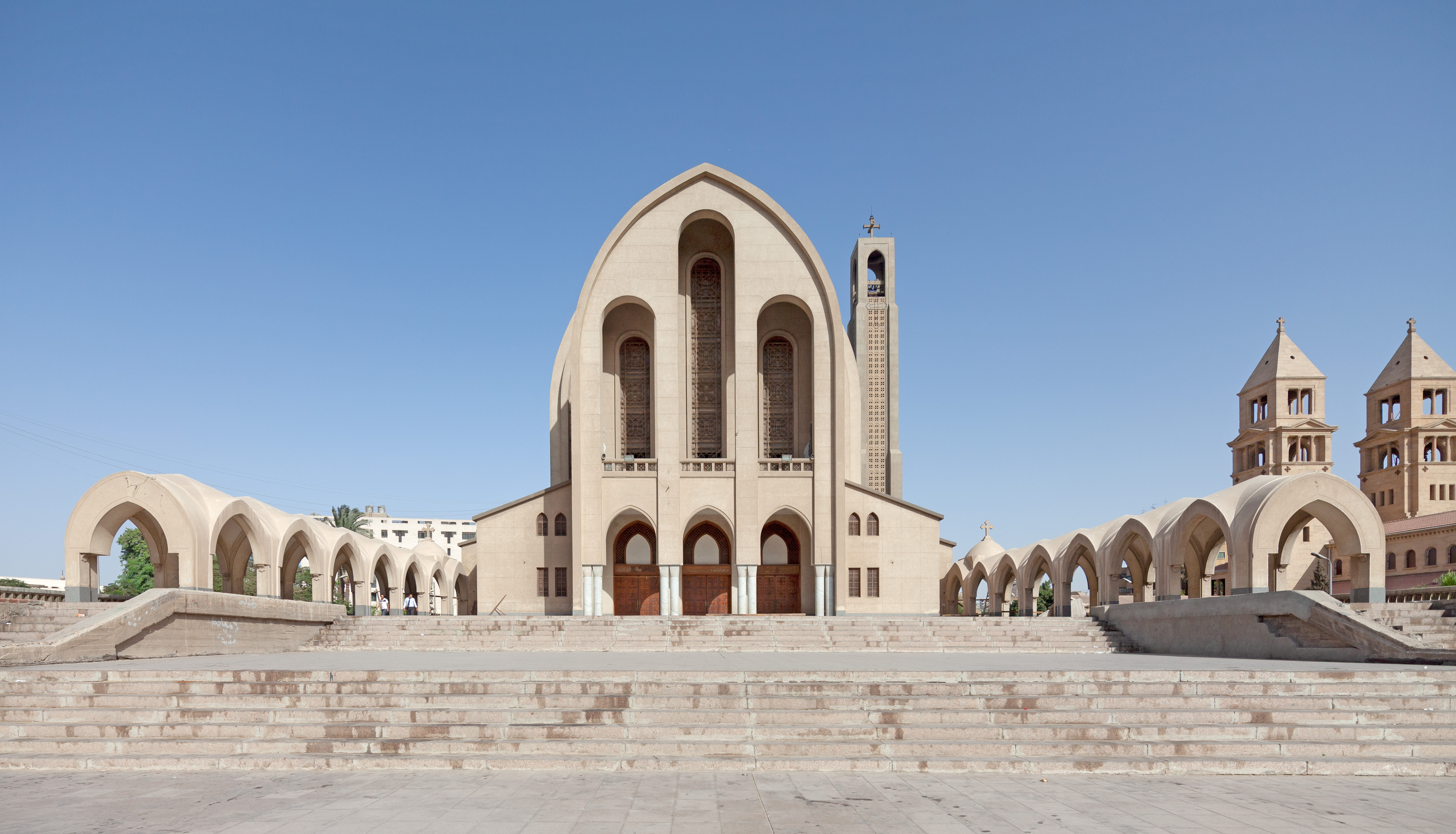
Markuskathedrale in Kairo

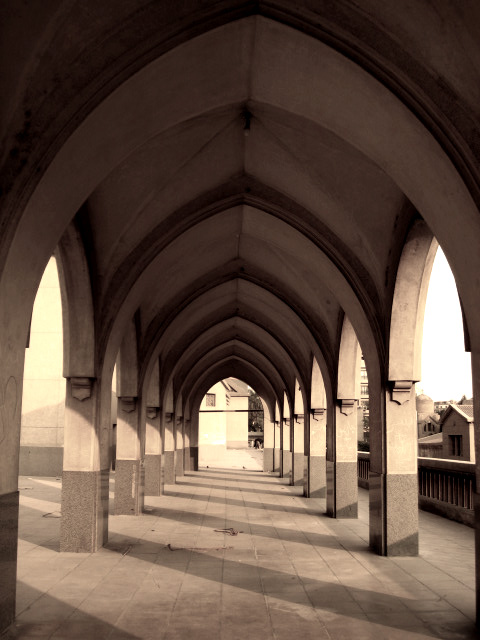
Säulengang der Markuskathedrale

Die Markuskathedrale (arabisch كاتدرائية القديس مرقس القبطية, DMG Kātidrāʾiyya al-qiddīs Murqus al-qibṭiyya) in Kairo ist die Kathedralkirche des Papstes und Patriarchen von Alexandrien der koptischen Kirche. Die 1968 geweihte, über 100 m lange Basilika im Stadtteil ʿAbbāsīya ist eines der größten Kirchengebäude auf dem afrikanischen Kontinent. Sie trägt den Namen des Begründers des Christentums in Ägypten, des Evangelisten Markus, dessen Reliquien in der Kathedrale bewahrt werden.
Das Bauwerk wurde von dem ägyptischen Bauingenieur und Hochschullehrer Michel Bakhoum (1913–1981) entworfen.

## Geschichte
Die Überreste des Evangelisten wurden im Jahr 828 von venezianischen Händlern in Alexandria gestohlen und in ihre Heimatstadt gebracht, wo sie zum wertvollsten Schatz der dortigen gleichnamigen Kathedrale wurden. Anlässlich der Weihe der Kairoer Markuskathedrale gab der damalige römisch-katholische Papst Paul VI. am 2. Juni 1968 seinem koptischen Amtskollegen Kyrill VI. Teile der Markusreliquien zurück. Sie werden heute in einem eigens angefertigten, ikonengeschmückten Schrein aufbewahrt.

## Patriarchat von Alexandria
Das Patriarchat von Alexandria wurde im 11. Jahrhundert nach Kairo verlegt. Kairo war seit 973 Hauptstadt des Fatimidenreichs und löste Alexandria, in der Spätantike nach Rom die zweitgrößte Stadt der Welt, als führende Stadt in Ägypten ab. Auch in Alexandria gibt es eine dem Hl. Markus geweihte koptische Kathedrale. Der Patriarch von Alexandria gilt traditionell nach denen von Rom und Konstantinopel als der dritthöchste Bischof der Weltkirche, diese Stellung ist seit den Kirchenspaltungen von 451 und 1054 jedoch nur noch von theoretischer Natur.
Bei der Eröffnung der Kathedrale waren zahlreiche Ehrengäste anwesend, unter ihnen der damalige Staatspräsident Gamal Abdel Nasser und der äthiopische Kaiser Haile Selassie, da die äthiopisch-orthodoxe Kirche trotz kirchenrechtlicher Unabhängigkeit den koptischen Papst als ihr Ehrenoberhaupt anerkennt.

## Unruhen 2013 und Bombenanschlag 2016
Am 8. April 2013 kam es vor der Markuskathedrale anlässlich eines Begräbnisses von Christen, die bei religiös motivierten Auseinandersetzungen ums Leben gekommen waren, zu Konfrontationen von koptischen Christen mit der lokalen Bevölkerung und der Polizei, bei denen mindestens zwei Menschen starben.
Am 11. Dezember 2016 ereignete sich eine Bombenexplosion in der Kirche St. Peter und Paul (Kairo) neben der Kathedralkirche. Es kamen mehr als 25 Menschen ums Leben, rund 35 wurden verletzt. Die staatliche Nachrichtenagentur Middle East News Agency (MENA) berichtete, dass die Bombe in eine Kapelle, die sich neben der Außenwand der Markuskathedrale befindet, geworfen wurde.